# Chiesa di Sant'Agnesina
La chiesa di Sant'Agnese, detta di Sant'Agnesina per distinguerla dalla vicina Sant'Agnese, è una chiesa sconsacrata di Ferrara.

## Storia
Oratorio ed ospedale per orfanelle, documentato nel 1365, probabilmente sin dal XIII secolo pre-esisteva un ospedale.
Divisa in due piani, quello superiore per la residenza delle orfane e delle ammalate, quello inferiore adibito al culto.
Rinnovata nel 1766-67 da un allievo dell'architetto Francesco Mazzarelli. Soppressa nel 1796, adibita a magazzino, riaperta nel 1824, ufficiata dalla Compagnia del Gesù, sotto il titolo di san Luigi Gonzaga. Soppressa nuovamente nel 1859 ed usata come falegnameria è attualmente in disuso.